# Вилијам Хауард Тафт
Вилијам Хауард Тафт (енгл. William Howard Taft; Синсинати, 15. септембар 1857 — Вашингтон, 8. март 1930) је био амерички политичар, двадесетседми председник Сједињених Америчких Држава, десети председник Врховног суда САД и лидер конзервативног крила Републиканске странке на почетку 20. века. Пионир је међународне арбитраже и био је заговорник мира у међународним односима
Тафт је служио као генерални заступник Сједињених Америчких Држава, федерални судија, генерални гувернер Филипина и ратни секретар пре него што је номинован као председнички кандидат на Републиканској националној конвенцији 1908. године. Подржао га је претходник на положају председника и његов близак пријатељ Теодор Рузвелт.
Његов председнички мандат је обележен разбијањем моћи трустова, јачањем Комисије за међудржавну трговину, ширењем јавних служби, успостављањем бољег поштанског система и заговарањем мира у свету. Рузвелт се разишао са Тафтом 1911. године јер је сматрао да је Тафт сувише реакционаран. Тафт и други конзервативци у странци су одреаговали на Рузвелтове нападе преузимањем страначке инфраструктуре. Тафт је поразио Рузвелта у борби за републиканску номинацију 1912. године. Током Првог светског рата установио је националну политику према радницима што је смањило број штрајкова и обезбедило подршку синдиката у националним питањима. Године 1921. постао је председник Врховног суда САД. Као председник и председник Врховног суда значајно је допринео јачању улоге федералних судова, нарочито Врховног суда у обликовању националне политике и законодавства. Једини је председник који је након одслуженог мандата био члан Врховног суда.

## Председник (1909–1913)

### Инаугурација и именовања
Тафт је положио заклетву као председник 4. марта 1909. Због зимске олује која је прекрила Вашингтон ледом, Тафт је инаугурисан унутар Сената, а не испред Капитола као што је уобичајено. Нови председник је у свом инаугурационом обраћању навео да му је била част што је био „један од саветника мог угледног претходника” и што је учествовао „у реформама које је он започео, и на декларације партијске платформе на којој сам изабран ако одржавање и спровођење тих реформи не учиним најважнијом одликом своје администрације“. Он је обећао да ће те реформе учинити дуготрајним, осигуравајући да поштени привредници не трпе неизвесност кроз промену политике. Говорио је о потреби да се смањи царина Дингли из 1897. године, о потреби за антитруст реформом и о континуираном напредовању Филипина ка пуној самоуправи. Рузвелт је напустио функцију са жаљењем што је његов мандат на позицији у којој је толико уживао завршен и, да се склони Тафту, договорио је једногодишњи лов у Африку.
Убрзо након републиканске конвенције, Тафт и Рузвелт су разговарали о томе који ће службеници кабинета остати. Тафт је задржао само секретара за пољопривреду Џејмса Вилсона и генералног директора поште Џорџа фон Ленгерке Мајера (који је пребачен у Одељење морнарице). Други именовани у Тафтов кабинет укључивали су Филандера Нокса, који је служио под Макинлијем и Рузвелтом као генерални тужилац, као нови државни секретар, и Френклин Мекве као министар финансија.
Тафт није уживао у лаком односу са штампом који је имао Рузвелт, јер је одлучио да се не нуди за интервјуе или прилике за фотографисање онолико често колико је имао његов претходник. Његова администрација означила је промену стила од харизматичног Рузвелтовог руководства до Тафтове тише страсти за владавином закона.

### Спољна политика

#### Латинска Америка
Тафт и његов државни секретар, Филандер Нокс, покренули су политику доларске дипломатије према Латинској Америци, верујући да би америчке инвестиције биле од користи за све укључене, истовремено умањујући европски утицај у регионима у којима се примењује Монроова доктрина. Политика је била непопуларна међу државама Латинске Америке које нису хтеле да постану финансијски протекторати Сједињених Држава, као и у америчком Сенату, чији су многи чланови сматрали да САД не би требало да се мешају у иностранству. Ниједна спољнополитичка контроверза није тестирала Тафтову политику више од колапса мексичког режима и каснијих превирања Мексичке револуције.
Када је Тафт ступио на дужност, Мексико је био све немирнији под стиском дугогодишњег диктатора Порфирија Дијаза. Многи Мексиканци су подржали његовог противника, Франциска Мадера. Било је неколико инцидената у којима су мексички побуњеници прелазили границу САД да би набавили коње и оружје; Тафт је покушао да то спречи тако што је наредио америчкој војсци у гранична подручја на маневре. Тафт је рекао свом војном помоћнику, Арчибалду Бату, да ће „седети на поклопцу и биће потребно много да ме одвоји“. Показао је своју подршку Дијазу тако што се састао са њим у Ел Пасу, Тексас, и Сијудад Хуарезу, Чивава, што је био први сусрет између америчког и мексичког председника и такође први пут када је амерички председник посетио Мексико. На дан самита, Фредерик Расел Бернам и тексашки ренџер ухватили су и разоружали убицу који је држао пиштољ на длану само неколико стопа од два председника. Пре избора у Мексику, Дијаз је затворио опозиционог кандидата Франциска И. Мадера, чије су присталице узеле оружје. То је резултирало и свргавањем Дијаза и револуцијом која ће се наставити још десет година. На америчкој територији Аризона, два грађанина су погинула, а скоро десетак повређено, неки као резултат пуцњаве преко границе. Тафт је био против агресивног одговора и тако је дао упутства територијалном гувернеру.
Председник Никарагве, Хосе Сантос Зелаја, желео је да опозове комерцијалне концесије дате америчким компанијама, а америчке дипломате су тихо фаворизовали побуњеничке снаге под Хуаном Естрадом. Никарагва је била дужна страним силама, а САД нису биле вољне да допусте да алтернативна рута канала падне у руке Европљана. Селајин изабрани наследник, Хосе Мадриз, није могао да угуши побуну јер су се умешале америчке снаге, а у августу 1910. снаге Естраде су заузеле Манагву, главни град. САД су приморале Никарагву да прихвати зајам и послале званичнике да осигурају да ће он бити отплаћен из државних прихода. Земља је остала нестабилна, а након још једног државног удара 1911. и нових немира 1912. године, Тафт је послао трупе да започну окупацију Никарагве Сједињеним Државама, која је трајала до 1933. године.
Уговоре између Панаме, Колумбије и Сједињених Држава за решавање спорова који су проистекли из Панамске револуције 1903. потписала је Рузвелтова администрација хрома патка почетком 1909. године, а одобрио их је Сенат, а ратификовала и Панама. Колумбија је, међутим, одбила да ратификује уговоре, а после избора 1912. Нокс је Колумбијцима понудио 10 милиона долара (касније је повећано на 25 милиона долара). Колумбијци су сматрали да је износ неадекватан и затражили су арбитражу; ствар није решена под Тафтовом администрацијом.

#### Европа
Тафт се противио традиционалној пракси награђивања богатих присталица кључним амбасадорским местима, преферирајући да дипломате не живе у раскошном начину живота и бирајући мушкарце који би, како је рекао Тафт, препознали Американца када га виде. Високо на његовој листи за смену био је амбасадор у Француској Хенри Вајт, кога је Тафт познавао и није волео из његових посета Европи. Вајтово смењивање изазвало је страх од других запослених у Стејт департменту у каријери да би њихови послови могли бити изгубљени због политике. Тафт је такође желео да замени Рузвелтовог амбасадора у Лондону, Вајтлоа Рида, али Рид, власник  Њујорк Трибуна, подржавао је Тафта током кампање, а Вилијам и Нели Тафт уживали су у његовим оговарајућим извештајима. Рид је остао на месту до своје смрти 1912. године.
Тафт је био присталица решавања међународних спорова арбитражом, а преговарао је о споразумима са Великом Британијом и Француском под условом да се разлике арбитрирају. Они су потписани у августу 1911. Ни Тафт ни Нокс (бивши сенатор) нису се консултовали са члановима Сената током преговарачког процеса. До тада су се многи републиканци противили Тафту и председник је сматрао да би превише снажно лобирање за споразуме могло да изазове њихов пораз. Одржао је неколико говора подржавајући споразуме у октобру, али је Сенат додао амандмане које Тафт није могао да прихвати, што је поништило споразуме.
Иако није склопљен никакав општи споразум о арбитражи, Тафтова администрација је неколико спорова са Великом Британијом решила мирним средствима, често укључујући арбитражу. То је укључивало решавање границе између Мејна и Њу Бранзвика, дуготрајни спор око лова на фоке у Беринговом мору који је такође укључивао Јапан, и слично неслагање у вези са риболовом код Њуфаундленда. Конвенција о печаћењу је остала на снази све док је Јапан није укинуо 1940. године.

### Домаћа политика

#### Антитруст
Тафт је наставио и проширио Рузвелтове напоре да разбије пословне комбинације кроз тужбе покренуте према Шермановом антитруст закону, доносећи 70 случајева за четири године (Рузвелт је донео 40 за седам година). Тужбе против Standard Oil Company и American Tobacco Company, покренуте под Рузвелтом, одлучене су у корист владе од стране Врховног суда 1911. године. У јуну 1911. Представнички дом под контролом демократа започео је саслушања о Америчком челику. Та компанија је проширена под Рузвелтом, који је подржао њену аквизицију Тенеси компаније за угаљ, гвожђе и железницу као средство за спречавање продубљивања панике из 1907, одлуке коју је бивши председник бранио када је сведочио на саслушањима. Тафт, као војни секретар, похвалио је набавку. Историчар Луис Л. Гулд је сугерисао да је Рузвелт вероватно преварен верујући да Ју-Ес Стил не жели да купи компанију из Тенесија, али је то у ствари била погодба. За Рузвелта, преиспитивање ове ствари је довело до његове личне искрености.
Октобра 1911. Тафтово министарство правде покренуло је тужбу против компаније Амерички челик, тражећи да се преко стотину његових подружница одобри корпоративна независност, и наводећи као оптужене многе истакнуте пословне руководиоце и финансијере. Тафт није прегледао наводе у овом случају и наводи да је Рузвелт „подстицао труст и да су га преварили паметни индустријалци“. Рузвелт је био увређен референцама на њега и његову администрацију у молбама, и сматрао је да Тафт не може да избегне командну одговорност говорећи да не зна за њих.
Тафт је послао посебну поруку Конгресу о потреби за измењеним антитруст статутом када је сазвао своју редовну седницу у децембру 1911, али није предузео ништа. Још један антитруст случај који је имао политичке реперкусије за Тафта био је онај покренут против компаније Интернешенел Харвестер, великог произвођача пољопривредне опреме, почетком 1912. Пошто је Рузвелтова администрација истражила Интернешенел Харвестер, али није предузела ништа (одлуку коју је Тафт подржао), тужба је била ухваћена у Рузвелтовом изазову за републиканску председничку номинацију. Тафтове присталице су тврдиле да је Рузвелт поступио непрописно; бивши председник је осудио Тафта што је чекао три и по године, и док није био под изазовом, да поништи одлуку коју је подржао.